# لي غراهام
لي غراهام (بالإنجليزية: Lee Graham) هو لاعب كرة قاعدة أمريكي، ولد في 22 سبتمبر 1959 في Summerfield, Florida ‏ في الولايات المتحدة.

## وصلات خارجية
- لي غراهام على موقعبيزبول رفرنس.كوم (الدوري الرئيسي) (الإنجليزية)
- لي غراهام على موقعبيزبول رفرنس.كوم (الدوري الثانوي) (الإنجليزية)
- لي غراهام على موقع مشجعي الرسوم البيانية (الإنجليزية)